# Батановски манастир
Батановският манастир „Възнесение Господне“ е недействащ български манастир.

## Местонахождение
Намира се в южната част на град Батановци, в западното подножие на планината Голо бърдо. 

## История
През 16-17 век манастирът е голям книжовен център, в който през 1665 г. йеромонах Гавриил приписва четвероевангелие, съхранявано в Националния църковен историко-археологически музей в София.
Възстановен е върху руините на стария през 1870 г. с построяването на днешната църква „Свети Спас“. Глaвeн инициaтop и дapитeл зa cтpoeжa нa цъpĸвaтa e Aлeĸco Tpичĸoв Meчĸapeв – ĸтитop, eпитpoп и пeвeц нa нoвoпocтpoeнaтa цъpĸвa. Името му и годината 1870 г. са отбелязани в надпис над прозореца на храма, а гробът му се намира до западната стена на църквата. 
По същото време към храма е открито и килийно училище, което на по-късен етап (1882 г.) прераства в светско училище. Манастирската църква е изпълнявала функциите и на енорийски храм за село Батановци. Манастирът е бил действащ до към първите години след идването на атеистичната социалистическа власт през 1944 г. От тогава постепенно запада, днес не функционира.

## Архитектура
Представлява комплекс от църква и полуразрушена жилищна сграда. Църквата, построена през 1870 г., е еднокорабна, едноапсидна, с две малки конхи, малък купол и притвор. Частично е зографисана и притежава икони от втората половина на 19 век. До църквата се намира вековен дъб на над 300 години.

## Галерия
- Сградата на църквата
- Храмовата икона от 1914 г.
- Надпис над прозореца
- Гробът на Алексо Тричков
- Обособено малко гробище до църквата с гробовете на свещенослужители
- Манастир Батановци икона отвън
- Манастирът